# الشريط الروسي

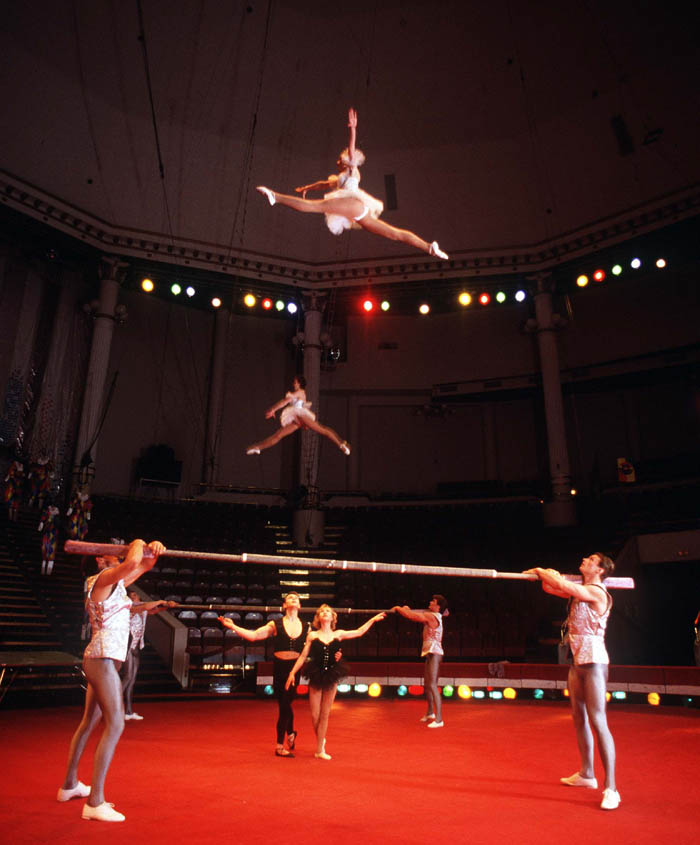
عمل أنشأه المدير الفني الروسي فالنتين جنيوشيف

الشريط الروسي (أو البار الروسي) هو عرض سيرك يجمع بين مهارات الجمباز في عارضة التوازن، ومهارات الإيقاع الارتدادي في الترامبولين، ومهارات الوقوف على اليدين المتأرجحة في القضبان غير المستوية والمتوازيين. الشريط نفسه عبارة عن عمود قبو مرن يبلغ طوله حوالي 4 إلى 4.5 متر (13 إلى 15 قدمًا)، وعادةً ما يكون مصنوعًا من زجاج ليفي؛ ويمكن أيضًا ربط ثلاثة أعمدة مقببة معًا لإنشاء عارضة مرنة. يتضمن الفعل قاعدتين يوازنان الشريط على أكتافهم، ويقف شخص واحد على الشريط، حيث يقفز الطيار ويؤدي حيلًا جوية ويهبط على الشريط.
نشأ هذا النوع من عروض السيرك لأول مرة على يد الفنان الروسي ألكسندر مويسيف، الذي أحضر عرضه مرتين إلى مهرجان السيرك الدولي في مونت كارلو، وفاز بجائزة المهرج الذهبي والفضي.

## تقنية
اثنان من "الحمالين" أو القواعد (الأشخاص في الأسفل) يمسكون بالقضيب الروسي أفقيًا بينهم على أكتافهم، ويدعم كل منهم أحد طرفي الشريط؛ إنهم يتحكمون في الشريط وحركات "النشرة الإعلانية" (المركب العلوي) الذي يقف فوق الشريط. يستعد المسافر لمنجنيق الشريط عندما تعطي القواعد إشارة "جاهزة"، وتقوم القواعد بتوجيه المسافر إلى تقلبات الإيقاع والحركات الجوية الانتقالية.
للحصول على تقنيات بهلوانية هوائية أكثر تعقيدًا، يمكن تثبيت عمودين أو ثلاثة أعمدة معًا، مما يسمح برفع أعلى ويؤدي إلى مزيد من وقت البث. في الارتفاعات الحالية، المهارات الجوية مثل "الدخول الكامل، الخروج الكامل" (التواء مزدوج مزدوج)، تريفيس (شقلبة ملتوية ثلاثية)، الشقلبة الثلاثية و"ميلر" (التواء ثلاثي مزدوج) الشقلبات ممكنة. هناك أيضًا تكتيك متقدم يُعرف باسم القرص المرن. لقد هبطت عدة مرات فقط، ولكنها مزدوجة ملتوية رباعية.
يتطلب قانون الحانة الروسي أن يتمتع اللاعبون البهلوانيون بمهارات عالية في التدحرج وأن يكون لديهم خبرة في الترامبولين و/أو الألعاب البهلوانية الرياضية. يجب أن يتعاون فناني الأداء على عدة مستويات. ولا يتطلب هذا الفعل مهارة بدنية فحسب، بل يتطلب أيضًا مهارات نفسية ومهارات تواصلية.
نظرًا لأن الشخص يطير عالياً في الهواء، فمن الضروري وجود قدر كبير من الدقه عند أداء هذا العمل البهلواني.
ظهر عمل يظهر الشريط الروسي في برنامج أمريكا غوت تالنت وصوت عليه للعودة.